# Tuamotuische Sprache
Die tuamotuische Sprachen oder Paumotuisch (Eigenbezeichnung Pa’umotu, Reo Pa'umotu, Reko Pa’umotu) ist eine polynesische Sprache, die von etwa 6.700 Personen auf der Inselgruppe Tuamotu und zusätzlich von 2.000 Sprechern auf Tahiti gesprochen wird.
Pa'umotu hat sieben Dialekte und linguistische Areale, darunter Parata, Vahitu, Maraga, Fagatau, Tapuhoe, Napuka und Mihiro. Tuamotuisch ist eine polynesische Sprache und gehört daher zur großen Sprachfamilie der austronesischen Sprachen. Es ist eng verwandt mit den Sprachen des östlichen Polynesiens, einschließlich Hawaiisch, Maorisch, Roratonganisch und Rapanui, der Sprache der Osterinsel.
Tuamotuisch hat insgesamt 8.700 Sprecher – dies allerdings mit sinkender Tendenz. Es ist wegen der strikten französischen Sprachpolitik, welche nur die französische Sprache erlaubt und indigene Sprachen unterdrückt, vom Aussterben bedroht. Die Sprecher gehen zumeist dazu über, Französisch als Sprache selbst im privaten Bereich zu nutzen. So ist in ganz Französisch-Polynesien nur Französisch als Amts- und Unterrichtssprache zugelassen, Tuamotuisch hat keinen gehobenen Status als nationale oder regionale Sprache. Tuamotuisch wird auch nicht in den Schulen des Landes gelehrt und hat auch keine Unterstützung in den Medien des von Frankreich kontrollierten Gebietes.